# Pekel, Trebnje
Pekel je naselje v občini Trebnje.
Pekel je gručasto naselje severno od Trebnjega. Okoli hiš so njive, v dolini pod njimi precej mokrotni travniki, na severni strani pa se razprostira mešani gozd. Območje je bogato z vodo: pod vasjo v Grabnu, je več vodnih izvirov: Graben, Gorenjšček, Križišče, Rupca in Mucljev studenec, v bližnji naravni kotanji Vragovi luknji, ki je bila ob deževju polna vode, pa so v preteklosti napajali živino.